# 中间沙

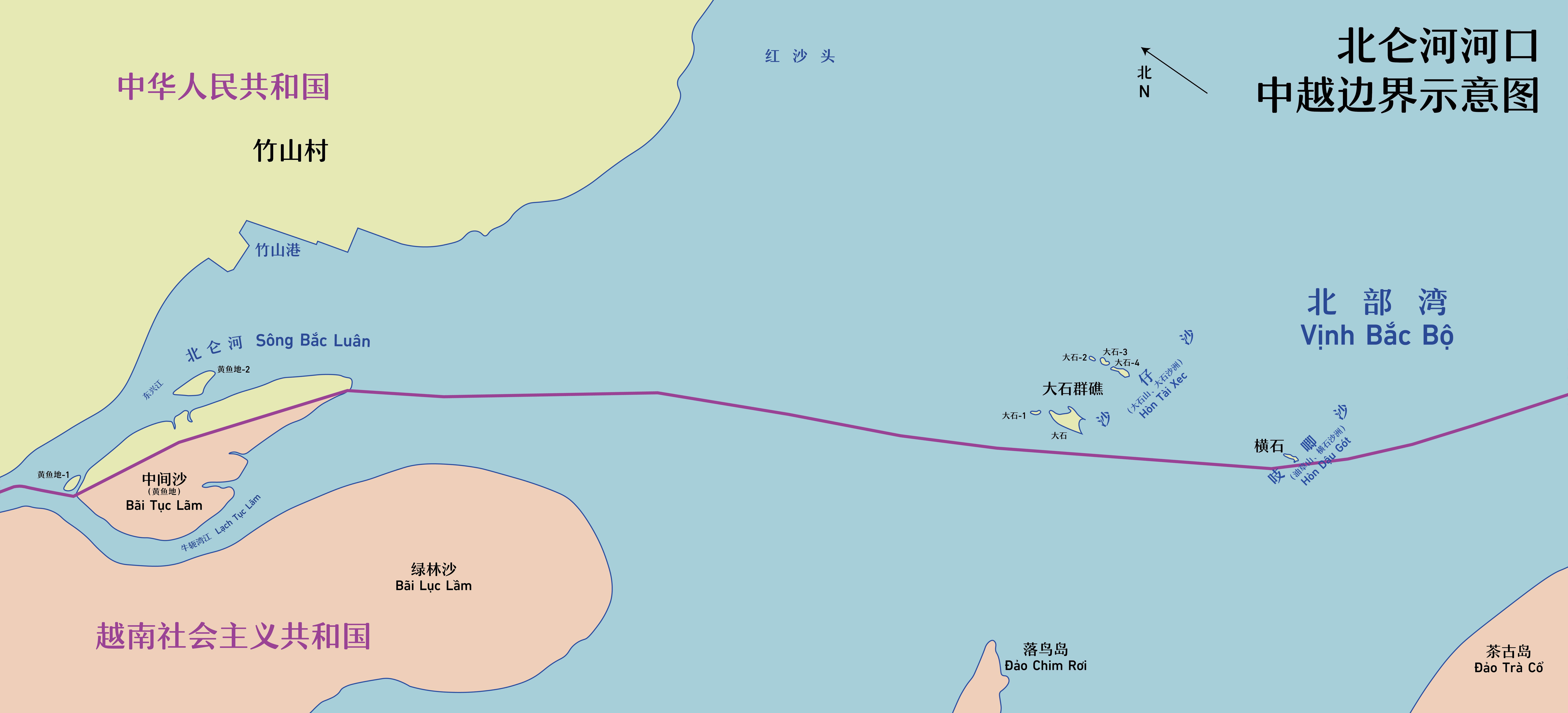
中间沙的位置（左侧）

中间沙，又称黄鱼地，是位于中越边界北仑河口内的一处沙洲。此地原是中越争议地区，2008年中越陆地勘界后，该沙洲约四分之一归中国，四分之三归越南。

## 概况
中间沙位于北纬21度32分、东经108度2分，地处北仑河口中，位于东兴市楠木山东南约1.5公里。中越边界笔直穿过沙洲的西北角和东南角，其中中国约占沙洲的四分之一，属广西壮族自治区防城港市东兴市；越南约占沙洲的四分之三，属广宁省芒街市。沙洲东北面隔中国东兴江与竹山村相望，西南面隔越南牛轭湾江与绿林沙（越南语：／）相望，且因夹在二江之间得名“中间沙”，又因此地产黄鱼，又名“黄鱼地”。
中间沙由一大两小共3个沙洲组成。其中主沙洲最大，为西北—东南走向的不规则椭圆形，最长处约1300米，最宽处约450米，面积约0.335平方千米，周长约3.731千米，低潮时干出高度约2米。两处小沙洲在主沙洲的西北角和东北面，西北角的沙洲呈弧形，西北—东南走向，长约100米，宽约20米，面积约1800平方米，周长约214米；东北部的沙洲呈不对称的凸透镜状，西北—东南走向，长约480米，宽约160米，面积约0.044平方千米，周长约1.032千米。目前沙洲在向东南方延伸。
沙洲系北仑河和罗浮江冲刷形成，由细沙粒和腐殖质构成，洲上有红树和海草生长。

## 历史
1887年法国与清朝签署《续议界务专条》，规定了中越两国的陆地边界和北部湾北仑河河口附近的岛屿归属，但没有确定中间沙、吱唧沙（一作横石沙洲、桑跟岛）等沙洲的归属。1986年前，北仑河主航道在中间沙西南侧牛轭湾江，20世纪80年代越南在牛轭湾江北入口修建堤坝、哨所，并用渔船阻塞航道，北仑河主航道改至中间沙东北侧的东兴江，引发了领土争议。
2008年12月22日，中越双方划定陆上边界，明确了中间沙归属（约四分之一归中国，四分之三归越南），还规定岛上不得建设建筑、双方边民可以在附近自由航行等，后双方在洲上设立了1375号（中方设立）、1376号（越方设立）界碑。中方将沙洲划入北仑河口国家级自然保护区；2023年，东兴北仑河口景区还计划开发中越界河观光项目，游客可在船上游览中间沙。